# Clementinae
Die Clementinae constitutiones (auch nur Clementinae, deutsch Clementinen oder Klementinen) sind eine Sammlung der Dekrete des Konzils von Vienne (1311/12) und päpstlicher Konstitutionen, zusammengestellt von Papst Clemens V. und in revidierter Fassung seinem Nachfolger, Johannes XXII., am 1. November 1317 promulgiert. Sie sind das letzte Hauptstück des „Corpus Iuris Canonici“.

## Vorgeschichte
Nach der Promulgation des Liber Sextus wurden von Bonifatius VIII. als auch von seinem Nachfolger Benedikt XI. neue Dekretalen ausgegeben. Diese waren unter dem Namen (Constitutiones-) Extravagantes Libri VI bekannt und wurden dem Liber Sextus angeschlossen.

## Abfassungsgrund
Clemens V. (1305–1314) promulgierte eine Serie von neuen Dekretalen, die zum Teil auch auf dem Konzil von Vienne (15. ökumenisches Konzil 1311–1312) verlesen wurden. 1314 promulgierte Clemens V. eine revidierte Kollektion seiner eigenen Dekretalen. Er stand aber unter Einfluss des französischen Königs, so dass sich diese Dekretalen wesentlich nachgiebiger gaben, als die seiner beiden Vorgänger. Diese neue Sammlung nannte er Liber Septimus. Diese sollte mit Versendung an die Universitäten in Rechtskraft erwachsen. Sie wurden aber nicht versendet, weil der Papst vorher starb, somit erwuchsen sie nicht in Rechtskraft.
Der nachfolgende Papst Johannes XXII. (1316–1334) ließ eine neue Revision der klementinischen Sammlung (Liber Septimus) herstellen, die er am 25. Oktober 1317 promulgierte.

## Bezeichnung
Die von Clemens vorgesehene Bezeichnung Liber Septimus setzte sich in der Praxis nicht durch. In den Schulen, namentlich der Bologneser Rechtsschule, bezeichnete man die Sammlung als Constitutiones Clementis V, Clementinae Constitutiones oder kurz Clementinae.

## Inhalt
Die Sammlung ist in fünf Bücher mit 52 Titeln und 106 Kapiteln unterteilt und folgt dem Vorbild des Liber extra. Sie enthält je außer einer Konstitution der Päpste Bonifatius VIII. (Super cathedram) und Urban IV. (Transiturus de hoc mundo) nur revidierte Konstitutionen Clemens V. sowie die Beschlüsse von Vienne, die bis auf zwei Dekrete vollständig aufgenommen wurden.

## Zitierweise
1 Clem, III, 12 (capitula 1 in Clementis, liber III titulus 12)
oder: Clem. 3.12.1